# Улица Шевченко (Полтава)
Улица Шевченко (бывшая Новополтавская) — улица в Полтаве, в Шевченковском и Киевском районах. Проходит от Первомайского проспекта до переулка 2-й Весёлый. Длина улицы — 3,41 км. В 1908 году названа в честь Тараса Григорьевича Шевченко — великого украинского поэта и художника.

## История
Улица Шевченко была проложена в начале XIX столетия на окраине города, где находилось несколько казацких хуторов. На их месте в 1804 году были открыты благотворительные лечебные заведения. В составе комплекса строений 1820–1823 годов, была построена в стиле классицизма городская больница. Главный фасад двухэтажного строения украшает шестиконечный дорический портик, увенчанный треугольным фронтоном. В 1827–1835 годах попечителем богоугодных заведений работал Иван Котляревский, о чем свидетельствует мемориальная доска. Позже здесь размещалась земская больница, теперь — Полтавская областная больница имени Склифосовского. Перед центральным входом в больницу установлен памятник Склифосовскому.
В начале улицы Шевченко, на перекрестье с Первомайским проспектом расположен дом Полтавской пожарной команды (сейчас здесь музей авиации и космонавтики), памятник защитникам крепости и коменданту Келину. На улице Шевченко в уездном дворе во время лечения в Полтаве в 1776–1778 годах останавливался российский полководец А. В. Суворов вместе с женой. Дом № 13 (сейчас районный суд) принадлежал врачу А. А. Волкенштейну — участнику российско-турецкой войны 1877–1878 годов. У него в доме бывали Владимир Короленко, Григорий Мясоедов, Николай Склифосовский, Иван Бунин и многие другие. На фасаде средней школы № 16 в честь 50-летия Вооруженных Сил СССР была открыта мемориальная доска. В этом же строении перед началом Второй мировой войны находился пункт военкомата.

## Здания и сооружения
- Музей Короленко;
- Музей космонавтики;
- Пожарная каланча (примечательный ориентир);
- Городской книжный рынок;
- Областной военкомат;
- Автостанция №2;
- Школы № 4, 16;
- Лицей № 1

## Примыкающие улицы
К улице Шевченко примыкают: улицы Леваневского, Мищенка, Стретенская, Гоголя, Котляревского, Европейская, Новый Базар, Вячеслава Черновола, Раисы Кириченко, переулок Тупой, улицы Дмитрия Коряка, Сенная, Крамского, переулок Заезжий, улицы Ватутина, Семёна Петлюры, Тимирязева, Нечуя-Левицкого, Лермонтова, Степана Халтурина, Овощная, переулки Косой и Крайний.

## Галерея фотографий
- Аптека на пересечении улиц Европейской и Шевченко
- Жилой дом с магазинами на 1-м этаже
- undefined
- undefined
- undefined
- Памятник Склифосовскому